# Doink the Clown
Doink the Clown è una gimmick impersonata da diversi wrestler a partire dagli anni novanta. Il personaggio di Doink apparve inizialmente nella World Wrestling Federation ed oggi prende parte occasionalmente ad eventi del circuito indipendente.

## Storia della gimmick
Il personaggio di Doink è quello di un clown malvagio, vagamente ispirato al personaggio del romanzo IT di Stephen King. Debuttò nella WWF nel 1993 come heel; tra i più importanti match disputati, vi sono quello con Crush a WrestleMania IX, quello con Randy Savage in una delle prime puntate di Monday Night Raw e quello con Bret Hart come sostituto di un Jerry Lawler infortunato a SummerSlam 1993.

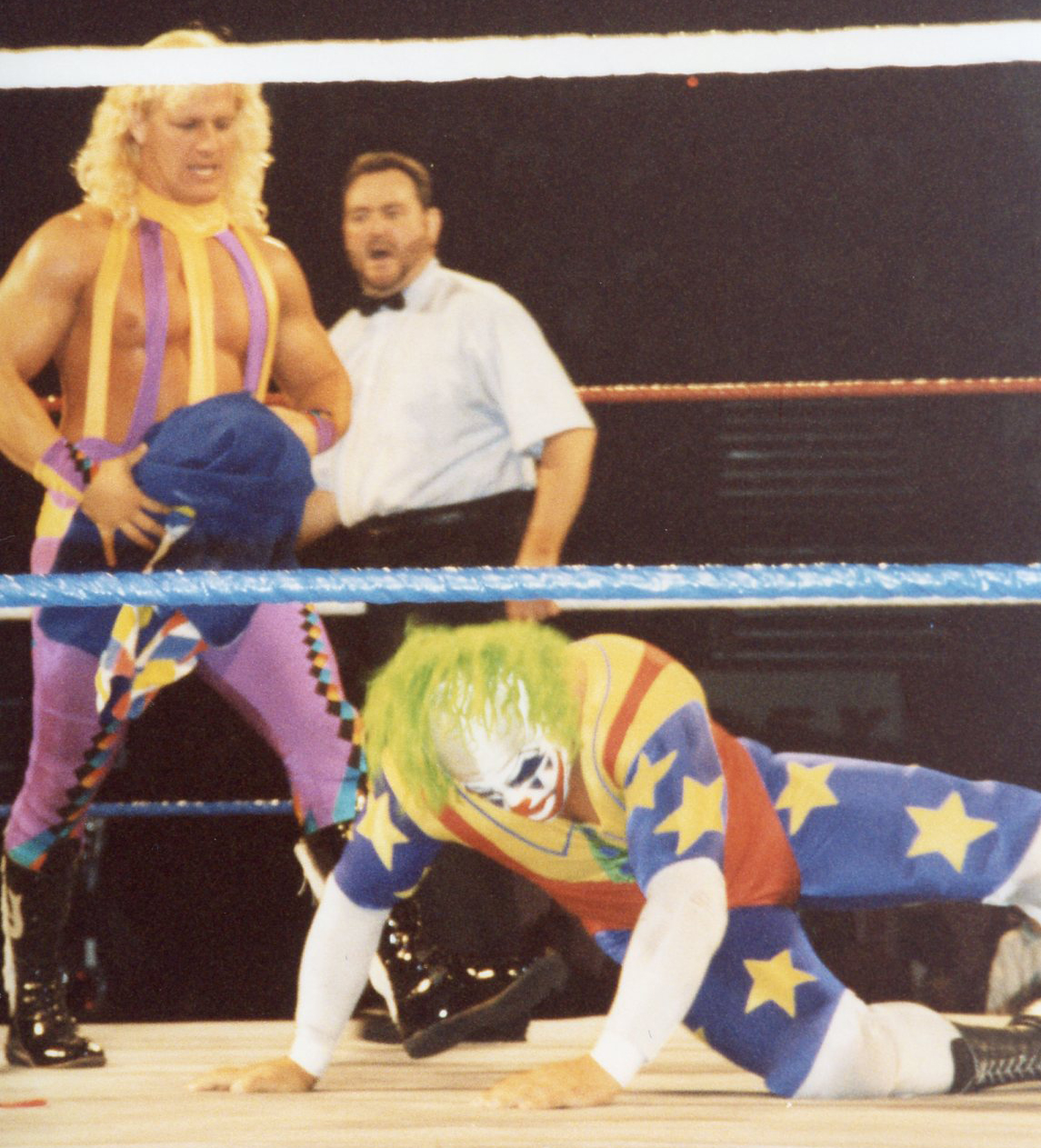
Jeff Jarrett affronta Doink the Clown a un evento della WWF nel 1994.

A questo punto della carriera, Doink passò face; tuttavia il wrestler che impersonava il clown, Matt Osborne, fu licenziato per abuso di droghe: la gimmick fu assegnata quindi a Ray Apollo. Con una nuova attitude e affiancato da Dink, Doink iniziò un feud con Lawler che lo portò ad un match a Survivor Series 1994. In questo incontro, il team di Doink (del quale facevano parte anche Dink e due nuove spalle, Wink e Pink) sfidò quello di Lawler (composto dallo stesso Lawler e da Queazy, Cheezy e Sleazy).
Da face, la gimmick di Doink fu più incentrata sull'aspetto comico, continuando tuttavia a giocare scherzi di pessimo gusto agli altri wrestler, in particolare gli heel. Doink e Dink furono inoltre coinvolti in un feud contro Bam Bam Bigelow e Luna Vachon culminato con un match a WrestleMania X.
Una delle ultime apparizioni del primo Doink fu agli Slammy Awards quando fu colpito da una stunner da Steve Austin.
Doink riapparve durante il pay-per-view Vengeance 2003 partecipando all'"A.P.A. Bar Room Brawl".
Un'ulteriore apparizione di Doink si ebbe durante Saturday Night's Main Event il 2 giugno 2007, quando lottò accanto a Eugene e Kane sconfiggendo Umaga, Viscera e Kevin Thorn. Il 10 dicembre 2007 partecipò alla puntata speciale per i quindici anni di Raw, prendendo parte ad una Battle Royal.
Il 12 luglio 2010 lotta insieme a William Regal, Zack Ryder e Primo contro Santino Marella, Vladimir Kozlov, The Great Khali e Goldust.
Dietro la maschera di Doink nelle ultime varie apparizioni si cela Steve Lombardi, conosciuto ai più come Brooklyn Brawler.
Ritorna in WWE il 2 luglio 2012 a Raw perdendo contro Heath Slater nella storyline delle leggende in vista dell'episodio nº 1000 di Raw.
Il primo Doink, Matt Osborne, è morto il 28 giugno 2013 all'età di 56 anni.

## Personaggio

### Mossa finale
- The Clown (Seated Senton)
- Stump Puller

## Wrestler che hanno interpretato Doink
Sette uomini hanno utilizzato la gimmick di Doink. Sei wrestler (inclusi due tag-team) hanno indossato il suo costume per motivi di storyline.
- Matt Osborne - Il Doink originale, lasciò la WWF nel dicembre 1993, morto il 28 giugno 2013.
- Steve Keirn - Lottò come "falso" Doink a WrestleMania IX, ed occasionalmente come quello "vero" in qualche house show.
- Steve Lombardi - Lottò occasionalmente come Doink in qualche house show, e si vestì come Doink per varie apparizioni WWF/E.
- Dusty Wolfe - Lottò come Doink nella NWA Kansas e nella Wrecking Ball Wrestling.
- Ray Liachelli - Lottò con l'identità di Doink quando Osborne lasciò la compagnia nel '93.
- Mark Starr - Combatté contro Greg Valentine con l'identità di Doink durante un evento della National Wrestling Conference il 29 ottobre 1994.[1]
- Nick Dinsmore – Lottò come Doink il 31 luglio 2003 in una puntata di SmackDown!, perdendo contro Chris Benoit.
- Dwaine Henderson (2000s—2018) — Lottò come "Alabama Doink" nel circuito indipendente, prendendo parte a una battle royal all'evento Spring Break della Game Changer Wrestling nell'aprile 2018. Henderson morì il 19 giugno 2018 all'età di 40 anni.
- Nel 2020 uno sconosciuto interpretò Doink al pay-per-view Money in the Bank, apparendo durante il Money in the Bank Ladder match maschile.
- Numerosi altri wrestler hanno interpretato la gimmick nel circuito indipendente.